# 24 січня
24 січня — 24-й день року в григоріанському календарі. До кінця року залишається 341 день (342 дні — у високосні роки).

## Свята і пам'ятні дні

### Міжнародні
- ООН: Міжнародний день освіти[1].

### Національні
- Україна: День зовнішньої розвідки України.
- Кіпр: День пам'яті Святого Неофіта.

### Релігійні

#### Західне християнство
- Пам'ять святих Бабила Антіохійського, Екзуперантія Чиньольського[en], Кадока[en], Феліціана Фоліньольського[en] та Франциска Салезького;
- Пам'ять Філліпса Брукса[en] (Єпископальна церква).

#### Східне християнство[2]
- Пам'ять преподобної Ксенії Римлянки;
- Пам'ять мучеників Вавили Сицилійського[sr] та учнів його Тимофія й Агапія;
- Пам'ять преподобного пустельника Македонія Сирійського[en];

## Іменини
✝  Католицькі: Бабила, Екзуперантій, Кадок, Феліціан, Франциск.
✙ Православні: Ксенія (Оксана), Агапій, Вавила, Македоній, Тимофій.

## Події
- 1848 — у Північній Каліфорнії Джеймс Маршал знайшов великий золотий злиток, що дало поштовх до виникнення явища, котре через рік стало називатись «золотою лихоманкою».
- 1859 — Дунайські князівства об'єдналися у Волощину та Молдову, попередника Румунії.
- 1861 — У Петербурзі вийшов друком перший номер українського щомісячника «Основа».
- 1895 — встановлено неофіційний рекорд швидкості на мотоциклі — Гленн Кертіс на власноруч збудованому мотоциклі розвинув швидкість 136,29 миль/год (близько 220 км/год).
- 1907 — В Англії організовано перший скаутський загін.
- 1918 — у ніч з 24 на 25 січня (за іншими даними 11-12 січня) було проголошено незалежність України.
- 1923 — у Харкові створено літературну спілку «Гарт».
- 1935 — в американському місті Річмонд надійшла у продаж перша партія банкового пива під назвою «Пінисте пиво Крюгера» («Krueger Cream Ale»).
- 1942 — в Комі АРСР (РРФСР) почалось перше в історії ГУЛАГу повстання ув'язнених.
- 1966 — Індіра Ганді стала третім прем'єр-міністром Індії.
- 1976 — сталася одна з найбільших у XX ст. катастроф танкерів-гігантів: біля берегів Франції сів на мілину танкер Olympic Bravery, який через три тижні розколовся навпіл.
- 1984 — у США в продажу за ціною 2495 доларів за штуку з'явились перші комп'ютери «Макінтош» —  перший персональний комп'ютер, що використовує графічний інтерфейс користувача і комп'ютерну мишу, замість стандартного на той момент інтерфейсу командного рядка.
- 1986 — американський космічний апарат «Вояджер-2» став першим штучним об'єктом, який досягнув Урана, пройшовши від нього на відстані близько 100 тис. км.
- 1992 — Королівство Нідерланди, Королівство Лесото, Республіка Малі, Республіка Кабо-Верде визнали незалежність України.
- 1992 — Україна встановила дипломатичні відносини з Австрією і Францією.
- 2010 — фантастичний бойовик «Аватар» Джеймса Кемерона, знятий у форматі 3D, став найкасовішим фільмом в історії.
- 2011 — вибух в аеропорту Домодєдово.
- 2015 — російські терористи «ДНР» обстріляли з «градів» Маріуполь, внаслідок чого загинуло 30 осіб.
- 2024 — у Бєлгородській області РФ упав літак Іл-76. РосЗМІ стверджують, що на борту загалом було нібито близько 70 людей. Пізніше російські пропагандисти та Міноборони поширили інформацію, мовляв, на момент падіння літака у ньому перебували українські військовополонені.

## Народились

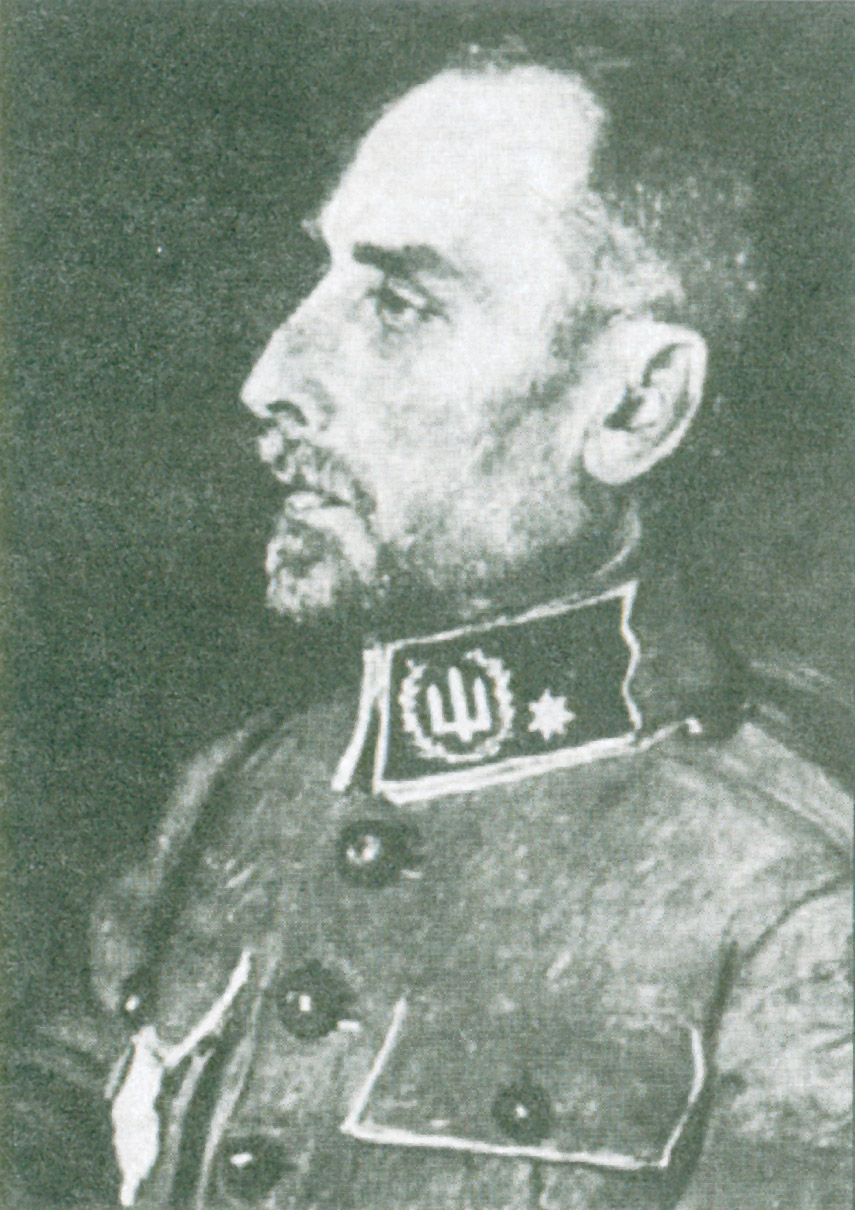
Володимир Сінклер

Дивись також Категорія:Народились 24 січня
- 76 — Адріан, римський імператор (117—138 роки), за час правління якого Рим перетворився у світову столицю.
- 1619 — Ямадзакі Ансай, японський філософ і вчений.
- 1679 — Христіан Вольф, німецький вчений-енциклопедист, філософ, юрист та математик.
- 1712 — Фрідріх II, прусський король (1740–1786 рр.) з династії Гогенцоллернів, видатний полководець.
- 1732 — П'єр Бомарше, французький драматург і публіцист епохи Просвітництва.
- 1746 — Густав III, король Швеції (1771–1792 рр.).
- 1776 — Ернст Теодор Амадей Гофман, німецький письменник («Крихітка Цахес», «Житейські погляди кота Мурра»), художник, композитор — автор першої німецької романтичної опери («Ундіна»).
- 1804 — Дельфіна де Жирарден, відома французька письменниця; дочка письменниці Софії Ге, дружина журналіста і видавця Еміля Жирардена.
- 1879 — Станіслав Людкевич, український композитор, музикознавець, фольклорист, педагог
- 1879 — Володимир Сінклер, український військовий діяч, генерал-поручник і шеф штабу Армії УНР.
- 1888 — Ернст Гайнкель, німецький авіаконструктор.
- 1891 — Вальтер Модель, німецький воєначальник часів Третього Рейху.
- 1901 — Кассандр (Мурон Адольф), французький живописець українського походження, театральний художник, плакатист. Творець логотипу французької марки одягу Yves Saint Laurent.
- 1934 — Станіслав Ґрохов’як, польський письменник.
- 1941 — Юрій Покальчук, український письменник, перекладач, науковець.
- 1953 — Мун Чже Ін, 12-й Президент Південної Кореї.
- 1960 — Настасія Кінскі, американська актриса («Не кажи нічого», «Американська рапсодія», «Хрещена мати», «Париж-Техас»).
- 1961 — Олександр Ірванець, український поет, драматург, прозаїк, перекладач.
- 1968 — Мері Лу Реттон, американська гімнастка, чемпіонка Олімпійських ігор (1984 рік); перша американка, що виграла олімпійську медаль зі спортивної гімнастики в індивідуальному розряді.
- 1969 — Валерій Дідюля, сучасний білоруський композитор та гітарист, більш відомий як ДіДюЛя.
- 1973 — Андрій Новак, український економіст.
- 1974 — Андрій Єрмоленко, український художник, ілюстратор і дизайнер.
- 1975 — Решат Аметов, кримськотатарський активіст, перший громадянин України, убитий внаслідок російської агресії проти України, Герой України.
- 1979 — Том Костопулос, канадський хокеїст.
- 1983 — Скотт Спід, американський автогонщик, пілот Формули-1.
- 1985 — Саша Жан-Батист, шведська хореографка, танцівниця й шоу-продюсерка.
- 1991 — Жан Беленюк, борець греко-римського стилю, багаторазовий призер чемпіонатів світу та Європи.

## Померли
Дивись також Категорія:Померли 24 січня
- 41 — Калігула, римський імператор.
- 1791 — Етьєн Моріс Фальконе, французький скульптор XVIII століття.
- 1851 — Гаспаре Спонтіні, італійський композитор.
- 1915 — Артур Ауверс, німецький астроном.
- 1920 — Амедео Модільяні, один із найвідоміших художників кінця XIX-початку XX ст., скульптор, яскравий представник експресіонізму.
- 1965 — Вінстон Черчилль, державний діяч, прем'єр-міністр Великої Британії у роки Другої світової війни.
- 1983 — Джордж К'юкор, американський кінорежисер і сценарист («Газове світло», «Моя чарівна леді»).
- 1989 — Олександра Путря, українська художниця, яка в дитячому віці створила велику кількість творів мистецтва (*1977).
- 2000 — Лев Перфілов, український актор театру та кіно, член Національної Спілки кінематографістів України.
- 2006 — Кріс Пенн, американський актор.
- 2007 — Станіслав Щербатих, український бард, відомий як Тризубий Стас.
- 2011 
  - Бернд Айхінгер, німецький кінорежисер і продюсер.
  - Ганна Яблонська, українська поетеса, драматург, прозаїк, журналістка, лавреат міжнародних конкурсів і премій у галузі драматургії.
- 2012 — Тодорос Ангелопулос, грецький кінорежисер та сценарист.
- 2024 — Джессі Джейн, американська порноакторка та модель.